# 버지니아 협회
버지니아 협회(영어: Virginia Association)는 버지니아주 주민들이 경제 회복을 가속화하고 타운젠드 법에 반대하기 위해 1769년에 채택한 일련의 비수입 협정이었다. 조지 워싱턴이 시작하고, 조지 메이슨이 초안을 작성했으며, 1769년 5월 버지니아 버지스 회관에서 통과된 버지니아 협회는 버지니아 주민들이 영국이 지속적으로 부과하는 세금과 무역 통제에 맞서 단결하는 방법이었다. 버지니아 협회는 1774년에 더 크고 강력한 대륙 협회의 틀과 전신 역할을 했다.

## 배경
버지니아 협회 결의안 채택은 북부 버지니아 주민들의 국내 산업 확장 추진에 뒤이어 이루어졌다. 1760년대 중반부터 대부분의 버지니아 주민들은 경미한 경기 침체로 큰 영향을 받았다. 경기 침체는 프렌치 인디언 전쟁의 막대한 비용과 더불어 지역 기후 문제로 인한 흉작이 겹쳐 발생했다. 많은 버지니아 주민들의 경제적 어려움은 인지세법 통과로 더욱 악화되었다. 버지니아 식민지 주민들의 반응은 국내 제조업 성장과 경제 다각화를 장려하는 것이었다. 1767년 타운젠드 법이 통과된 후, 버지니아에서는 어떤 조치를 취하려는 일반적인 정서가 강하게 나타났다.
당시 북부 버지니아의 농장주였던 조지 워싱턴은 어떤 형태의 비수입 계획을 실행하는 것을 추진했고, 자신의 생각을 이웃인 조지 메이슨에게 전달했다. 워싱턴은 이 계획이 대규모로 채택된다면, 영국 수입품 손실 비용보다 이점이 더 클 것이라고 주장했다. 메이슨은 워싱턴과 리처드 헨리 리와 함께 몇 주 동안 주 경제를 강화하는 데 궁극적으로 도움이 될 비수입 협회 문구를 만들었다.
버지니아주 윌리엄스버그의 롤리 태번 (앤서니 헤이가 운영)에 모인 버지스 회관은 5월 17일에 메이슨의 초안을 논의하기 시작했다. 일부 조항과 서문을 수정한 후, 각 카운티에서 두 명의 대표로 구성된 버지스 회관은 버지니아 협회 결의안을 통과시켰다.

## 내용 및 영향
버지니아 협회 결의안의 서문에서는 "타운젠드 법이 위헌이며 자유의 대의에 파괴적이다"라고 선언했다. 서문은 또한 버지니아 농장주들이 겪는 어려운 시기를 강조했다. 협정의 일부로, 식민지 주민들은 1769년 9월 1일 이후에는 열거된 상품의 긴 목록에 있는 어떤 품목도 구매하는 것이 금지되었다. 그러나 버지니아 제조업체에서 대체할 수 없는 일부 상품이 있었기 때문에 서명자들은 거칠고 값싼 상품에 대해서는 예외를 두었다.
협회는 또한 향후 회의를 소집할 권한을 부여받았다. 영국 의회가 협회 결의안에 명시된 특정 요구 사항을 충족하지 못하면 협정 조건을 수정하기 위해 100명의 서명자가 참여하는 회의가 필요했다.
협회는 당초 의도한 만큼 성공적이지 못했는데, 이는 많은 상인들이 보이콧을 따르지 않았기 때문이었다. 1769년 영국의 식민지로의 수출은 38% 감소했지만, 특정 상인들이 조건을 준수하지 않아 영국 생산자들은 여전히 수익을 올렸다. 영국이 차를 제외한 모든 품목에서 타운젠드 관세를 철회한 후, 협회는 점차 약화되어 1771년에 마침내 해체되었다.

## 같이 보기
- 대륙 협회

## 내용주
1. ↑  Ragsdale, Bruce (1989). 《George Washington, the British Tobacco Trade, and Economic Opportunity in Prerevolutionary Virginia》. 《The Virginia Magazine of History and Biography》 97. 132–162쪽. JSTOR 4249068.
2. ↑  Ragsdale, Bruce A. (1996). 《A Planters' Republic: The Search for Economic Independence in Revolutionary Virginia》 (영어). Rowman & Littlefield. 77쪽. ISBN 9780945612407.
3. ↑  Egnal, Marc (1980). 《The Origins of the Revolution in Virginia: A Reinterpretation》. 《The William and Mary Quarterly》. 3 37. 401–428쪽. doi:10.2307/1923810. JSTOR 1923810.
4. ↑  Smith, Glenn (1940). 《An Era of Non-Importation Associations, 1768-73》. 《The William and Mary Quarterly》 20. 84–98쪽. doi:10.2307/1920668. JSTOR 1920668.
5. ↑  Ragsdale, Bruce (1996). 《A Planters' Republic》. Madison House.